# Nam phrik num
Nam Phrik Num (tiếng Thái: น้ำพริกหนุ่ม; phát âm [nám pʰrík nùm]) là một loại "Nam phrik". Món thường được rót vào một chén nhỏ hoặc đĩa nhỏ đặt bên món ăn chính như một loại gia vị hoặc đồ chấm, chủ yếu là cho các loại rau chưa nấu hoặc luộc, cơm nếp hoặc bì lợn.

## Thành phần
- 5 trái ớt xanh hoặc vàng tươi, hoặc cà tím dài.[1]
- 113g hoặc 1/4 pound hẹ tây và giảm một nửa nếu lớn[1]
- 7 tép tỏi[1]
- 45 gram hoặc 3 muỗng canh lá ngò gai, rửa sạch, để khô và cắt khúc nhỏ[1]
- 30 ml hoặc 2 muỗng canh nước mắm (tốt nhất là nam pla)[1]
- 30 ml hoặc 2 thìa chanh tươi hoặc nước cốt chanh[1]

Nam phrik num được làm từ ớt xanh hoặc vàng tươi, cà tím dài xanh, hẹ tây, tỏi, lá rau mùi, và có thể chứa nước mắm, chanh tươi hoặc nước cốt chanh, tất cả đều được giã trong cối. Nó thường được phục vụ với cơm và rau tươi theo mùa.

## Phương pháp nấu
Rang ớt, cà tím, tỏi và toàn bộ hành tím cho đến khi rau mềm hoặc vỏ bắt đầu chuyển sang màu đen. Cắt bỏ vỏ của ớt và bỏ hạt để bớt cay nếu muốn. Giã nhuyễn ớt, hẹ và tỏi rồi cho vào bát. Để thêm đậm đà, cho lá ngò gai, nước mắm, nước cốt chanh vào khuấy đều cho đến khi tất cả các nguyên liệu được trộn đều.  Hương vị hòa quyện của Nam phrik num nên nóng và sắc nét. Nếu nóng quá thì cho thêm ít đường, nước cốt chanh hoặc nước mắm. Để hương vị hòa quyện và dịu nhẹ, hãy đậy nắp trong 30 phút.  Ăn với cơm, hành lá, kap moo (bì lợn) và rau tươi hoặc luộc.

## Thành phần dinh dưỡng
Một khẩu phần 100 gram (3,5 oz) Nam Phrik Num có 56,61 kilocalories, calo từ chất béo 6,21 kilocalories, 0,69 gam (0,02 oz) chất béo, 3,31 gam (0,12 oz) protein, 9,29 gam (0,33 oz) carbohydrate và 4,97 gam (0,18 oz) chất xơ. Nam Phrik Num cung cấp hàm lượng chất béo và năng lượng thấp nhưng hàm lượng chất xơ cao. Số lượng các hợp chất phenolic trong Nam phrik num là 499 mg GAE / 100 g và nó có thể trung hòa các gốc tự do (hoạt động chống oxy hóa DPPH; IC50) 0,29 gam mỗi lít.